# William Garwood
William Garwood, nato William Davis Garwood, Jr. (Springfield, 28 aprile 1884 – Los Angeles, 28 dicembre 1950), è stato un attore e regista statunitense del cinema muto.
Tra il 1911 e il 1913, Garwood fu l'interprete principale di alcuni dei primi adattamenti cinematografici di popolari opere letterarie, tra cui Jane Eyre, The Vicar of Wakefield del 1910, Lorna Doone, The Pied Piper of Hamelin, David Copperfield, The Merchant of Venice del 1911, Little Dorritt e Robin Hood del 1913.
In totale, Garwood fu protagonista di oltre cento e cinquanta film.

## Biografia
Garwood nacque a Springfield nel 1884. A quindici anni, si trasferì nel Nuovo Messico, dove rimase per alcuni anni. Compì i suoi studi universitari al Drury College di Springfield, dove vinse alcuni premi in letteratura e recitazione. Buon atleta, avrebbe potuto intraprendere una carriera agonistica e, al college, entrò a far parte della squadra di football. Suo padre sperava che il figlio avrebbe continuato la sua carriera nel settore metallurgico e gli trovò un posto in una compagnia di zinco a Joplin, nel Missouri.
Ma il giovane Garwood aveva altri piani in mente e sognava di poter intraprendere la carriera teatrale.

### Inizio carriera
I suoi primi passi in campo teatrale lo portarono a recitare nel 1903 per tre dollari e cinquanta la settimana con il Lakeside Theatre all'Elitch'Garden di Denver dove, per due anni, si arrangiò a fare dei piccoli lavori oltre a qualche ruolo nella compagnia che, all'epoca, comprendeva attori come Maude Fealy, Bruce McRae, Douglas Fairbanks, Edward Mackey, Olive Wyndham.
Dopo essere stato a Denver per due stagioni, Garwood si trasferì nel 1905 a New York. Fu preso nella compagnia di Frohman che stava mettendo in scena la prima di Mizpah. Qui, lavorò accanto a Virginia Harned. In seguito, recitò anche con Kyrle Bellew in Brigadier Girard e con S. Miller Kent in Raffles. Lavorò con diverse compagnie e in molti teatri, tra cui l'Alcazar di San Francisco e l'Auditorium di Chicago. Garwood considerava uno dei punti più alti della sua carriera l'interpretazione che diede, recitando a fianco di Dustin Farnum, in Cameo Kirby, l'ultima sua apparizione in teatro prima del debutto cinematografico.

### Carriera cinematografica
Nel novembre 1909, l'attore iniziò a lavorare prima per la Selig Polyscope, quindi per la Thanhouser: il suo primo film per la casa di produzione di New Rochelle uscì nel 1910. In poco più di un anno, Garwood sarebbe diventato uno degli attori più popolari dello studio. Nell'autunno 1911, lasciò per qualche tempo il cinema per ritornare a calcare le scene con la compagnia Stubbs-Mackay, ritornando al cinema nel giugno 1912, sempre alla Thanhouser. Il 30 aprile 1913, la casa di produzione si spostò da Los Angeles a New York, ma Garwood rimase nello studio di Los Angeles che era stato acquisito dalla Majestic. Insieme a Francelia Billington e a Fred Mace, Garwood diventò una delle tre stelle dei film della New Majestic.
All'inizio dell'estate del 1913, mentre stava lavorando nel film della Majestic The Toy, Garwood iniziò a interessarsi a quella che sarebbe diventata la passione della sua vita, l'agricoltura: non come hobby, ma su base commerciale, cominciò - tra un film e l'altro - a coltivare cipolle nella fattoria dell'attore Irving Cummings. Nel 1914, prese un bungalow a Whittier, in California, con tre acri (che corrispondono a dodicimila metri quadri), più di un ettaro di terreno coltivato e irrigato.
Il 21 marzo 1914, Garwood lasciò la Majestic per l'American Studios. Qui, nel suo primo film, aveva accanto a sé come protagonista femminile Vivian Rich e come regista Sidney Ayres. Dopo l'American, passò all'Universal, che lo impegnò per due anni con un contratto firmato nel maggio 1914. La prima pellicola Universal per Garwood fu On Dangerous Ground, dove fu diretto da Lucius J. Henderson.
Nel 1915, l'attore fece coppia fissa sullo schermo con una delle più popolari attrici dell'epoca, Violet Merserau, con la quale girò numerosi film. Nel 1916, l'attore passò dietro alla macchina da presa, diventando anche regista, ma senza per questo abbandonare la recitazione.
Nel dicembre 1916, andò a lavorare con Thomas H. Ince alla Kay-Bee Pictures, una compagnia che distribuiva i suoi film attraverso la Triangle. Nel 1917, Garwood fu il protagonista di A Magdalene of the Hills (Rolfe per Metro) e di The Little Brother (Kay-Bee per Triangle).
Nei due anni seguenti, lavorò sia come attore che come regista in numerosi film anche per Ince e per l'Authors Film Company. Apparve in Wives and Othe Wives (American per Pathé) e, nel 1919, diresse e recitò nel film dell'Universal A Proxy Husband. Quel film segna la fine della sua carriera cinematografica.

### Vita privata
Garwood rimase sempre uno scapolo convinto. Visse con un domestico giapponese che, oltre a fargli da cuoco, si prendeva cura di lui.
Oltre all'agricoltura, uno degli altri interessi dell'attore fu la geologia, una passione che gli derivava dal padre che, quando era lui era ragazzo, lo portava in giro nei week end alla ricerca di minerali. Dal 1920, i genitori di Garwood si erano trasferiti nella contea di Los Angeles e lui ricominciò a frequentarli ogni domenica quando non era impegnato nelle gare automobilistiche, il suo sport preferito.
Garwood si ritirò dal cinema nel 1920 per occuparsi a tempo pieno delle sue attività commerciali che erano legate principalmente all'agricoltura.
Morì a Los Angeles il 28 dicembre 1950 per un'occlusione coronarica e per cirrosi epatica.

## Filmografia

### Attore
- The Cowboy Millionaire, regia di Francis Boggs e Otis Turner - cortometraggio (1909)
- Jane Eyre - cortometraggio (1910)
- The Vicar of Wakefield[2] - cortometraggio (1910)
- The Pasha's Daughter (1911)
- Baseball and Bloomers (1911)
- Adrift, regia di Lucius Henderson (1911)
- For Her Sake (1911)
- Checkmate (1911)
- The Mummy (1911)
- Cally's Comet (1911)
- The Railroad Builder (1911)
- The Colonel and the King (1911)
- Get Rich Quick (1911)
- Motoring (1911)
- Flames and Fortune (1911)
- The Coffin Ship (1911)
- Courting Across the Court (1911)
- Lorna Doone (1911)[3]
- Won by Wireless (1911)
- That's Happiness (1911)
- The Smuggler (1911)
- The Pied Piper of Hamelin, regia di Theodore Marston (1911)
- Romeo and Juliet, regia di Barry O'Neil (1911)
- The Buddhist Priestess (1911)
- The Honeymooners (1911)
- The Higher Law, regia di George Nichols (1911)
- David Copperfield, regia di Theodore Marston (1911)
- The Lady from the Sea, regia di Lucius Henderson (1911)
- Jess, regia di George Nichols (1912)
- Under Two Flags, regia di Lucius Henderson (1912)
- Vengeance Is Mine, regia di Lloyd Lonergan (1912)
- The Merchant of Venice, regia di Lucius Henderson (1912)
- Love's Diary (1912)
- Treasure Trove (1912)
- A New Cure for Divorce (1912)
- Conductor 786 (1912)
- Lucile, regia di Lucius Henderson (1912)
- The Mail Clerk's Temptation (1912)
- At the Foot of the Ladder (1912)
- Please Help the Pore (1912)
- A Six Cylinder Elopement (1912)
- The Woman in White (1912)
- Put Yourself in His Place, regia di Theodore Marston (1912)
- The Little Girl Next Door, regia di Lucius Henderson (1912)
- Petticoat Camp (1912)
- Frankfurters and Quail (1912)
- The Thunderbolt (1912)
- Standing Room Only (1912)
- Aurora Floyd, regia di Theodore Marston (1912)
- The Race (1912)
- With the Mounted Police (1912)
- The Evidence of the Film, regia di Lawrence Marston e Edwin Thanhouser (1913)
- The Commuter's Cat (1913)
- Her Fireman (1913)
- While Mrs. McFadden Looked Out (1913)
- Some Fools There Were, regia di Lucius Henderson - cortometraggio (1913)
- The Pretty Girl in Lower Five, regia di Lucius Henderson - cortometraggio (1913)
- The Two Sisters (1913)
- An Honest Young Man, regia di Lucius Henderson (1913)
- Her Gallant Knights (1913)
- For Her Boy's Sake (1913)
- Cymbeline, regia di Lucius Henderson - cortometraggio (1913)
- The Woman Who Did Not Care - cortometraggio (1913)
- The Other Girl (1913)
- Legally Right (1913)
- Carmen, regia di Lucius Henderson - cortometraggio (1913)
- The Caged Bird (1913)
- Beautiful Bismark (1913)
- Forgive Us Our Trespasses (1913)
- Dora (1913)
- For the Man She Loved (1913)
- The Ingrate (1913)
- The Pajama Parade (1913)
- The Toy (1913)
- Little Dorrit, regia di James Kirkwood (1913)
- Told in the Future (1913)
- Hearts and Hoofs (1913)
- House Hunting (1913)
- Bashful Bachelor Bill (1913)
- The Lady Killer (1913)
- The Heart of a Fool (1913)
- The Shoemaker and the Doll (1913)
- Robin Hood, regia di Theodore Marston (1913)
- A Mix-Up in Pedigrees (1913)
- The Van Warden Rubies (1913)
- Through the Sluice Gates, regia di John G. Adolfi - cortometraggio (1913)
- The Oath of Tsuru San, regia di Lucius Henderson - cortometraggio (1913)
- L'article 47 (1913)
- The House in the Tree (1913)
- Rick's Redemption (1913)
- Ruy Blas, regia di Lucius Henderson (1914)
- The Ten of Spades, regia di Carl Gregory (1914)
- A Ticket to Red Horse Gulch (1914)
- Fate's Decree (1914)
- The Green-Eyed Devil, regia di James Kirkwood - cortometraggio (1914)
- The Hunchback, regia di Christy Cabanne - cortometraggio (1914)
- Imar the Servitor (1914)
- The Body in the Trunk, regia di John B. O'Brien (1914)
- Beyond the City, regia di Sydney Ayres (1914)
- The Lost Sermon (1914)
- A Prince of Bohemia (1914)
- The Oath of Pierre, regia di Sydney Ayres (1914)
- The Unmasking (1914)
- The Painted Lady's Child, regia di Sydney Ayres (1914)
- Nature's Touch, regia di Sydney Ayres (1914)
- Cameo of Yellowstone, regia di Sydney Ayres (1914)
- Feast and Famine, regia di Sydney Ayres (1914)
- A Man's Way, regia di Sydney Ayres (1914)
- Does It End Right? (1914), regia di Sydney Ayres (1914)
- The Trap, regia di Sydney Ayres (1914)
- Their Worldly Goods, regia di Sydney Ayres - cortometraggio (1914)
- The Aftermath, regia di Sydney Ayres (1914)
- Break, Break, Break, regia di Harry A. Pollard - cortometraggio (1914)
- The Cocoon and the Butterfly, regia di Sydney Ayres (1914)
- His Faith in Humanity, regia di Sydney Ayres (1914)
- The Taming of Sunnybrook Nell, regia di Sydney Ayres (1914)
- Billy's Rival, regia di Sydney Ayres (1914)
- Jail Birds, regia di Sydney Ayres (1914)
- In the Open, regia di Sydney Ayres (1914)
- Sir Galahad of Twilight, regia di Sydney Ayres - cortometraggio (1914)
- Sweet and Low, regia di Sydney Ayres (1914)
- Redbird Wins, regia di Sydney Ayres - cortometraggio (1914)
- Old Enough to Be Her Grandpa, regia di Tom Ricketts (1914)
- In the Candlelight, regia di Tom Ricketts (1914)
- The Strength o' Ten, regia di Thomas Ricketts - cortometraggio (1914)
- Out of the Darkness, regia di Tom Ricketts (1914)
- The Girl in Question, regia di Tom Ricketts (1914)
- The Sower Reaps, regia di Tom Ricketts (1914)
- The Legend Beautiful, regia di Thomas Ricketts - cortometraggio (1915)
- On Dangerous Ground, regia di Lucius Henderson (1915)
- The Stake
- The Destroyer, regia di William Garwood (1915)
- Uncle John
- The Supreme Impulse
- Wild Blood
- The Adventure of the Yellow Curl Papers, regia di Clem Easton (1915)
- Uncle's New Blazer
- Destiny's Trump Card
- You Can't Always Tell
- The Alibi, regia di Clem Easton (1915)
- Larry O'Neill -- Gentleman, regia di Clem Easton (1915)
- Copper (1915)
- Thou Shalt Not Lie
- Driven by Fate, regia di John G. Adolfi (1915)
- Billy's Love Making, regia di William Garwood (1915)
- The Wolf of Debt, regia di Jack Harvey (1915)
- The Unnecessary Sex, regia di Jack Harvey (1915)
- Getting His Goat
- Lord John in New York, regia di Edward LeSaint (1915)
- Lord John's Journal, regia di Edward LeSaint (1915)
- The Grey Sisterhood, regia di Edward LeSaint (1916)
- Three Fingered Jenny, regia di Edward LeSaint (1916)
- The Eye of Horus, regia di Edward LeSaint (1916)
- The League of the Future, regia di Edward LeSaint (1916)
- Billy's War Brides, regia di William Garwood (1916)
- The Go-Between, regia di William Garwood (1916)
- His Picture
- Broken Fetters, regia di Rex Ingram (1916)
- Two Seats at the Opera, regia di William Garwood (1916)
- The Gentle Art of Burglary
- A Society Sherlock, regia di William Garwood (1916)
- He Wrote a Book, regia di William Garwood (1916)
- Arthur's Desperate Resolve, regia di William Garwood (1916)
- A Soul at Stake, regia di William Garwood (1916)
- The Decoy, regia di William Garwood (1916)
- The Little Brother, regia di Charles Miller (1917)
- A Magdalene of the Hills, regia di John W. Noble (1917)
- The Guilty Man, regia di Irvin Willat (1918)
- Her Moment
- Wives and Other Wives, regia di Lloyd Ingraham (1918)
- A Proxy Husband, regia di William Garwood (1919)

### Regista
- The Destroyer (1915)
- Uncle John
- Wild Blood
- Uncle's New Blazer
- Destiny's Trump Card
- You Can't Always Tell
- Billy's Love Making (1915)
- Billy's War Brides (1916)
- The Go-Between (1916)
- His Picture
- Two Seats at the Opera (1916)
- A Society Sherlock (1916)
- He Wrote a Book (1916)
- Arthur's Desperate Resolve (1916)
- A Soul at Stake (1916)
- The Decoy (1916)
- A Proxy Husband (1919)